# Морне Стејн
Морне Стејн (енгл. Morné Steyn; 11. јул 1984) професионални је јужноафрички рагбиста који тренутно игра француски рагби јунион клуб Стад Франс.

## Биографија
Висок 184 цм и тежак 91 кг, Стејн игра на позицији број 10 - отварач (енгл. Fly half). Био је кључни играч у екипи Булса која је у три наврата освајала најјачу лигу на свету. За репрезентацију ЈАР је одиграо 59 тест мечева и постигао 688 поена.